# Goyazan
De Goyazan (Azerbeidzjaans: Göyəzən dağı) is een berg van 858 meter boven zeeniveau, gelegen in het district Qazax in het noordwesten van Azerbeidzjan, bij de plaatsen Abbasbəyli en Alpout. In de buurt van de berg zijn ruïnes van een Goyazanfort uit de 14e eeuw gevonden. De berg ligt op de rand van de Kleine Kaukasus en de Koera-Arasvlakte.